# Landgille
Landgille (da. landgilde eller landgjeld), kam., i Danmark, Skåne, Halland och Blekinge
förekommande avgift, i egentlig mening den årliga
avgäld (motsvarande närmast det svenska avrad), som brukare av annans jord hade att, jämte det s. k. stadsmålet och andra prestationer,
erlägga till jordens ägare. Detta var ett slags tidigmodernt arrendeförhållande.
Detta landgille förutsatte alltså landboförhållande. 
Men det finns även landgillen, som uppkommit utan sådant förhållande och utan att äganderätten till jorden legat hos landgilletagaren. 
Landgillet var bestämt i penningar eller persedlar, vanligen smör (landgillesmör,
smörränta), som fått lusas efter olika grunder. Efterhand blev penningformen den mest allmängiltiga.
År 1999 antogs lagen om avveckling av landgillen. Dess funktion hade dock redan decennier i förväg varit överspelad men avskaffades nu formellt. Om en brukare inte äger den mark som han eller hon är skyldig att betala landgille för, skall äganderätten överföras till brukaren mot att landgillestagaren får en ersättning av staten.